# Roland Varno
Jacob Frederik Vuerhard (né le 15 mars 1908 à Utrecht aux Pays-Bas, décédé le 24 mai 1996 à Lancaster en Californie) est un acteur américain d'origine néerlandaise, connu sous le nom de scène de Roland Varno.

## Biographie
Au cinéma, Roland Varno débute dans deux films allemands sortis en 1929, suivis par deux autres films allemands, L'Ange bleu de Josef von Sternberg (1930, avec Emil Jannings et Marlène Dietrich) et L'Homme qui cherche son assassin de Robert Siodmak (1931, avec Heinz Rühmann et Friedrich Hollaender).
Après un premier film néerlandais sorti en 1931, il émigre aux États-Unis où il s'installe définitivement. Ses deux premiers films américains sortent en 1932, dont Comme tu me veux de George Fitzmaurice (avec Greta Garbo et Melvyn Douglas).
Hormis deux autres films néerlandais de 1934, il contribue désormais exclusivement à des films américains (cinquante-deux en tout, comme second rôle de caractère ou dans des petits rôles non crédités), le dernier étant Istanbul de Joseph Pevney (avec Errol Flynn et Cornell Borchers), sorti en 1957.
Mentionnons également Marie Walewska de Clarence Brown (1937, avec Greta Garbo et Charles Boyer), Gunga Din de George Stevens (1939, avec Cary Grant et Victor McLaglen), Les Déracinés de Bernard Vorhaus (1940, avec John Wayne et Sigrid Gurie), ainsi que Scared to Death de Christy Cabanne (1947, avec Béla Lugosi et George Zucco).
À la télévision américaine, il collabore entre 1951 et 1959 à quatorze séries, dont The Adventures of Wild Bill Hickok (en) (deux épisodes, 1951-1952) et, pour son ultime prestation à l'écran, 77 Sunset Strip (un épisode, 1959).

## Filmographie partielle

### Cinéma
(films américains, sauf mention contraire)
- 1930 : L'Ange bleu (Der Blaue Engel) de Josef von Sternberg (film allemand) : l'élève Lohmann
- 1931 : L'Homme qui cherche son assassin (Der Mann, der seinen Mörder sucht) de Robert Siodmak (film allemand)
- 1931 : De sensatie der toekomst de Dimitri Buchowetzki et Jack Salvatori (film néerlandais)
- 1932 : Arsène Lupin de Jack Conway : Jean Moucante
- 1932 : Comme tu me veux (As You Desire Me) de George Fitzmaurice : Albert
- 1934 : Het meisje met den blauwen hoed de Rudolf Meinert (film néerlandais) : Daantje
- 1936 : Le Chant des cloches (Sins of Man) d'Otto Brower et Gregory Ratoff : employé du consulat
- 1937 : Pour un baiser (Quality Street) de George Stevens : officier Blades
- 1937 : Le Secret des chandeliers (The Emperor's Clandesticks) de George Fitzmaurice : officier du tsar
- 1937 : Marie Walewska (Conquest) de Clarence Brown : Staos
- 1938 : Toute la ville danse (The Great Waltz) de Julien Duvivier : ordonnance
- 1939 : Gunga Din de George Stevens : Lieutenant Markham
- 1939 : Balalaika de Reinhold Schünzel : Lieutenant Nikitin
- 1940 : Mystery Sea Raider d'Edward Dmytryk : Lieutenant Schmidt
- 1940 : Les Déracinés (Three Faces West) de Bernard Vorhaus : Dr Eric Von Scherer
- 1941 : The Devil Pays Off de John H. Auer : le médecin de bord
- 1941 : Underground de Vincent Sherman : Ernst Demmler
- 1942 : L'Escadrille des aigles (Eagle Squadron) d'Arthur Lubin : aide de camp
- 1942 : Valley of Hunted Men de John English : Paul Schiller
- 1942 : To Be or Not to Be d'Ernst Lubitsch : un pilote
- 1942 : Sabotage à Berlin (Desperate Journey) de Raoul Walsh : un sergent allemand
- 1943 : Hostages de Frank Tuttle : Jan Pavel
- 1943 : Les Enfants d'Hitler (Hitler's Children) d'Edward Dmytryk : un lieutenant de la S.A.

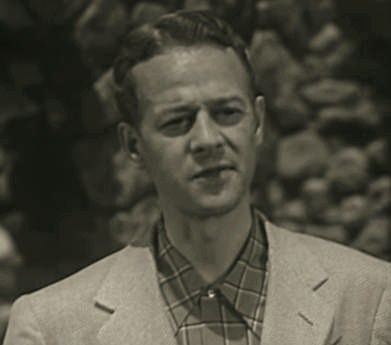
Dans Flight to Nowhere (1946)

- 1943 : Femmes enchaînées (Women in Bondage) de Steve Sekely : Ernest Bracken
- 1943 : L'Ange des ténèbres (Edge of Darkness) de Lewis Milestone : un lieutenant allemand
- 1943 : Convoi vers la Russie (Action in the North Atlantic) de Lloyd Bacon : un capitaine d'artillerie
- 1944 : The Return of the Vampire de Lew Landers : John Ainsley
- 1945 : Le Calvaire de Julia Ross (My Name Is Julia Ross) de Joseph H. Lewis : Dennis Bruce
- 1945 : The Master Key (en) de Lewis D. Collins et Ray Taylor (serial) : Arnold Hoffman / Hoff (M-3)
- 1945 : Trahison japonaise (Betrayal from the East) de William Berke : Kurt Guenther
- 1946 : Flight to Nowhere de William Rowland : James Van Bush
- 1947 : Scared to Death de Christy Cabanne : Ward Van Ee
- 1948 : Lettre d'une inconnue (Letter from an Unknown Woman) de Max Ophüls : le second de Stefan
- 1949 : Bastogne (Battleground) de William A. Wellman : lieutenant allemand
- 1951 : L'Épée de Monte-Cristo (Mask of the Avenger) de Phil Karlson : un lieutenant
- 1952 : Back at the Front de George Sherman : le contrebandier Vishmirov
- 1954 : Le tueur porte un masque (The Mad Magician) de John Brahm : le maître de cérémonie
- 1955 : L'Enfer de Diên Biên Phu de David Butler : Colonel Lonjunier
- 1957 : Istanbul de Joseph Pevney : M. Florian

### Séries télévisées
- 1951-1952 : The Adventures of Wild Bill Hickok
  - Saison 2, épisode 6 Mexican Rustlers Story (1951) de Frank McDonald : Cleary
  - Saison 3, épisode 6 Vigilante Story (1952) de Wesley Barry : Clem
- 1959 : 77 Sunset Strip, saison 1, épisode 32 Canine Caper de George Waggner : Rolfe Berne